# Fischerhalbinsel
Die Fischerhalbinsel (russisch Полуо́стров Рыба́чий (Poluostrow Rybatschi); finnisch  Kalastajasaarento) ist der nördlichste Teil des kontinentalen Europäischen Russland. Die Halbinsel liegt an der Barentssee. Im Süden wird sie durch die Motowski-Bucht begrenzt.
Sie gehört zur Oblast Murmansk und liegt nah an der Grenze zu Norwegen. Die Fläche von 1200 km² ist von Tundra bedeckt. Es gibt dort nur kleinere Siedlungen. Der höchste Punkt der Fischerhalbinsel liegt bei 299 m.

## Geschichte
Der Westteil der Halbinsel gehörte ab 1920 zu Finnland. Nach dem Winterkrieg 1940 wurde er aber im Frieden von Moskau zusammen mit anderen Gebieten an die Sowjetunion abgetreten.
Ab 1942 plante die deutsche Wehrmacht hier mit dem Unternehmen Wiesengrund eine Landung hinter den sowjetischen Stellungen am Nordmeer. Der Plan wurde 1944 aufgegeben.
Ein Denkmal erinnert an die Gefallenen der Roten Armee.

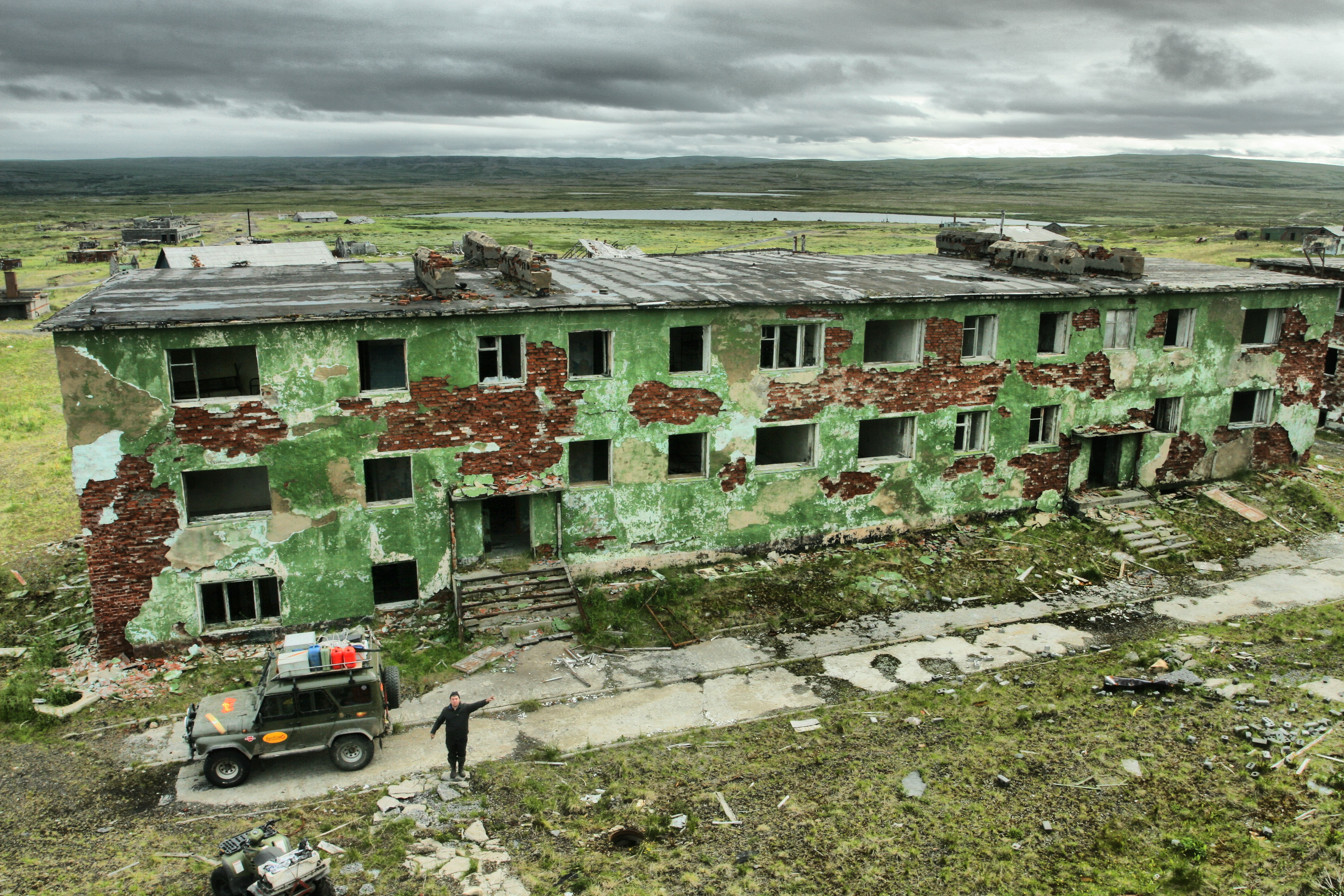
Zerfallene Gebäude am Kap Skorobejewski
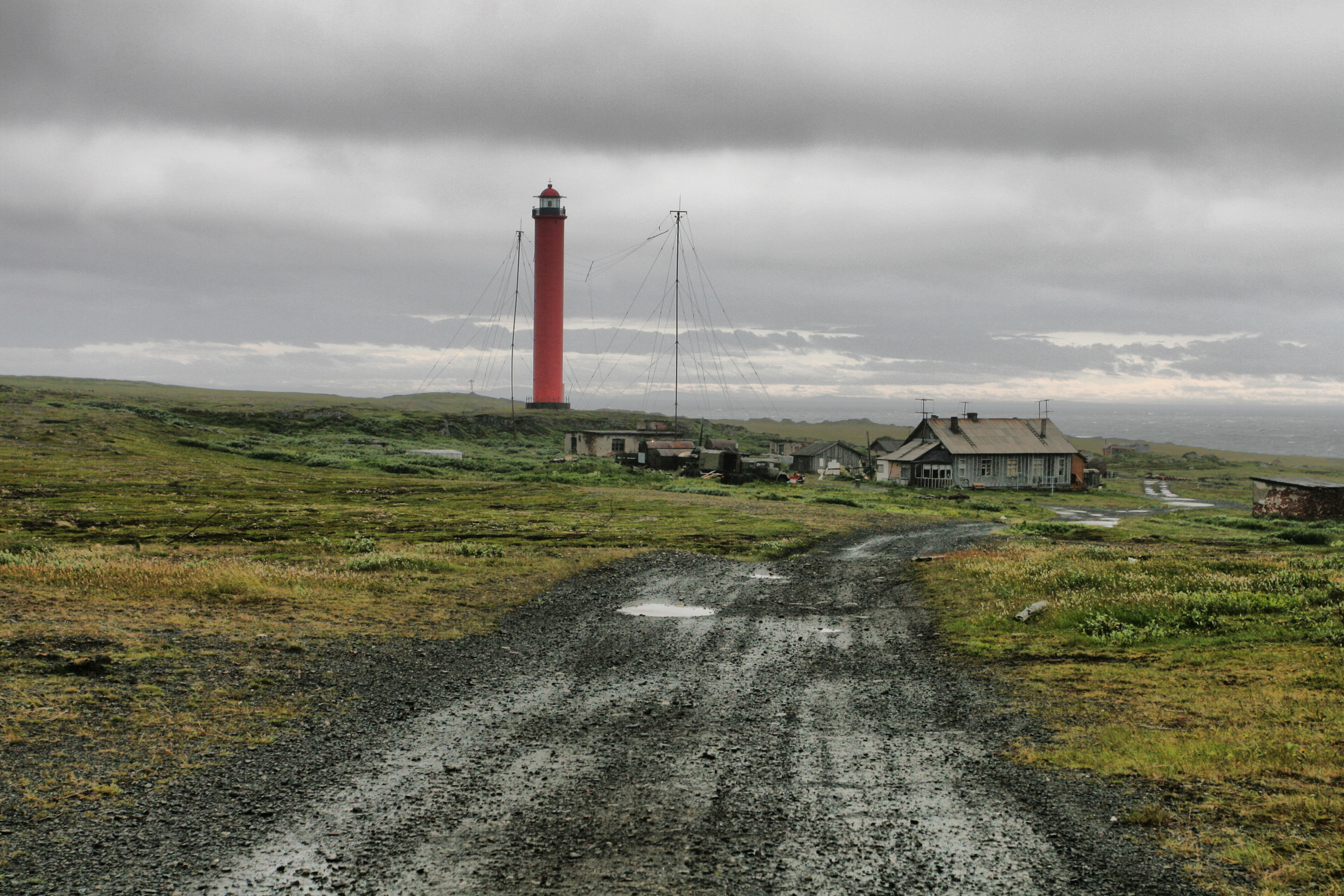
Waida-Leuchtturm
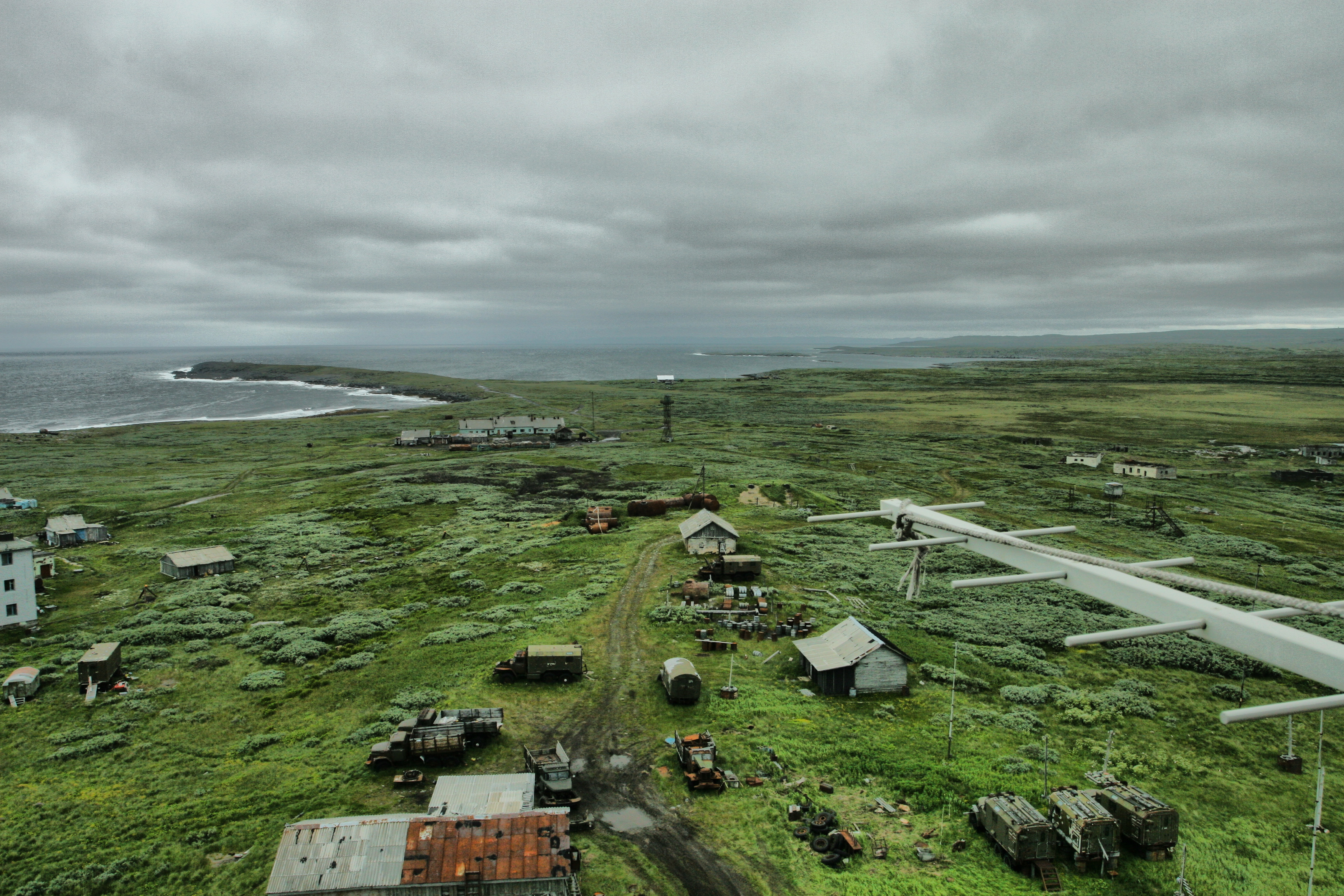
Das Dorf Zypnawolok
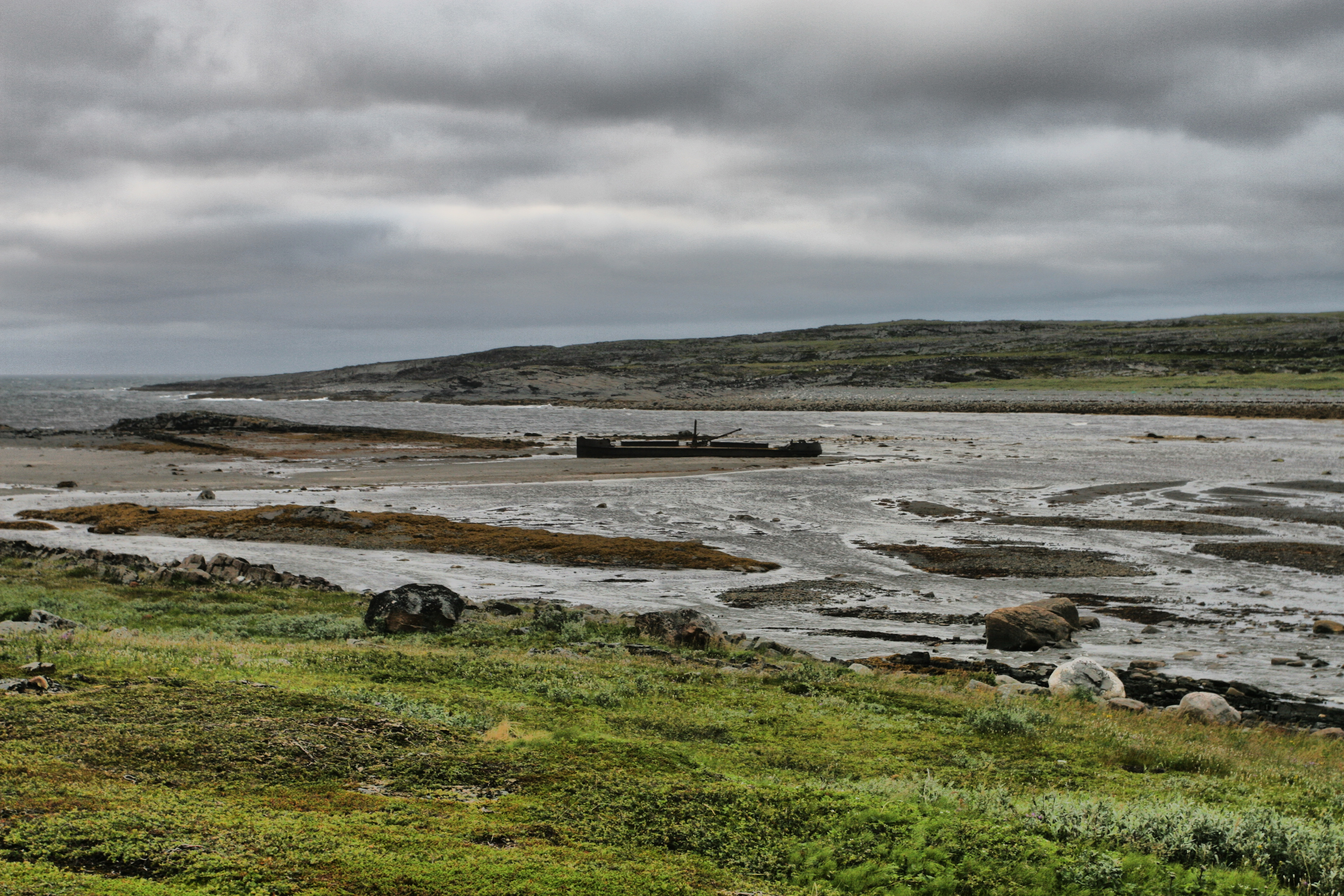
Schiffswrack